# Kidneybohne

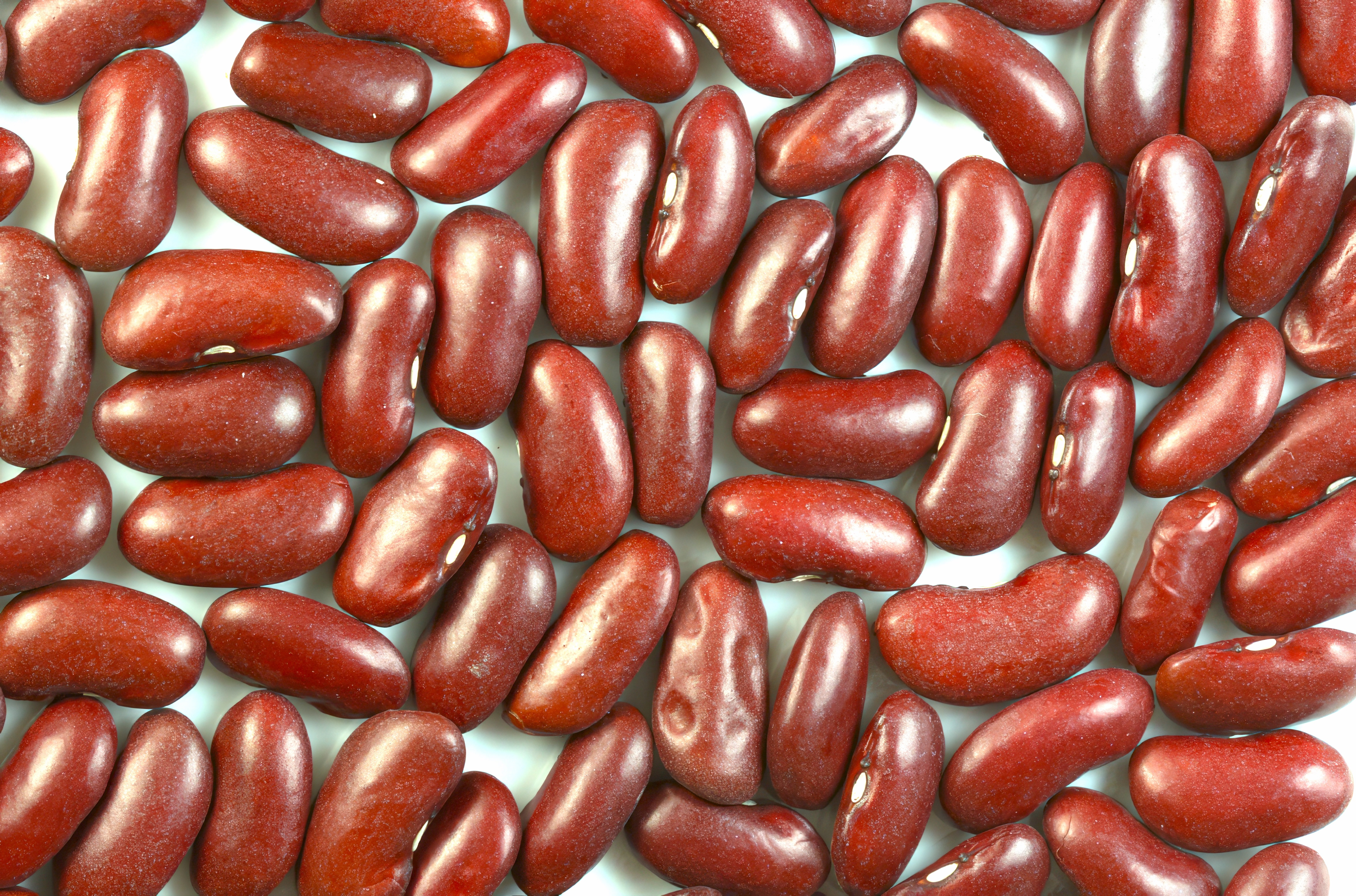
Kidneybohnen

Die Kidneybohne, auch Indianerbohne oder Rote Bohne, ist eine Sorte der Gartenbohne (Phaseolus vulgaris). Sie ist wegen ihrer optischen Ähnlichkeit in Form und Farbe nach der Niere benannt ('kidney' = englisch für Niere). Rote Kidneybohnen sollten nicht mit der Adzukibohne (Vigna angularis) und der Feuerbohne (Phaseolus coccineus) verwechselt werden.

## Herkunft und Anbau
Nachweislich kommt die Kidneybohne aus Peru und hat in der Kolonialzeit den Weg nach Europa gefunden. Auch in Asien ist sie inzwischen bekannt. Wie alle anderen Bohnen benötigt auch die Kidneybohne für das Wachstum ein feuchtes Klima, weshalb die Bohne hauptsächlich in Afrika und Amerika angebaut wird. Doch auch in China gibt es sie mittlerweile häufig.

## Aussehen, Geschmack und Konsistenz
Kidneybohnen gibt es in verschiedenen Farben. Dementsprechend ist Bohne nicht gleich Bohne, da sie sich alle aufgrund von Farbe, Form und Geschmack erheblich voneinander unterscheiden. Kidneybohnen enthalten das giftige Phytohämagglutinin, sodass sie nur gekocht verzehrt werden dürfen. Es werden, anders als z. B. bei grünen Bohnen, nur die Bohnenkerne ohne Hülsen verzehrt.
Die gängigste Variante im deutschsprachigen Raum ist dunkelrot, mit einer nierenartigen Form, und wird daher auch als Rote Bohne bezeichnet. Diese sind weich und etwas mehlig und haben einen leicht süßlichen Eigengeschmack. Zudem lassen sie sich einfach in andere Gerichte einfügen, da sie relativ leicht das Aroma weiterer Zutaten annehmen.

## Zusammensetzung
Die Zusammensetzung von Kidneybohnen ist abhängig von den Umweltbedingungen (Boden, Klima), der Anbautechnik (Düngung, Pflanzenschutz) und der Verarbeitung der Bohnen.
Kidneybohnen setzen sich wie folgt zusammen (durchschnittliche Angaben je 100 g essbarem Anteil):
| Wasser          | 66,9 g |
| Eiweiß          | 8,7 g  |
| Fett            | 0,5 g  |
| Kohlenhydrate 1 | 22,8 g |
| Ballaststoffe   | 7,4 g  |

| Natrium   | 2 mg    |
| Kalium    | 403 mg  |
| Magnesium | 45 mg   |
| Calcium   | 28 mg   |
| Mangan    | 0,5 mg  |
| Eisen     | 2,94 mg |
| Kupfer    | 0,24 mg |
| Zink      | 1,0 mg  |
| Phosphor  | 142 mg  |

| Thiamin (Vit. B1)        | 0,16 mg  |
| Riboflavin (Vit. B2)     | 0,058 mg |
| Nicotinsäure (Vit. B3)   | 0,58 mg  |
| Pantothensäure (Vit. B5) | 0,22 mg  |
| Vitamin C                | 1,2 mg   |
| Vitamin E 2              | 0,03 mg  |

| Arginin 3    | 537 mg |
| Histidin 3   | 242 mg |
| Isoleucin    | 383 mg |
| Leucin       | 693 mg |
| Lysin        | 595 mg |
| Methionin    | 130 mg |
| Phenylalanin | 469 mg |
| Threonin     | 365 mg |
| Tryptophan   | 103 mg |
| Tyrosin      | 244 mg |
| Valin        | 454 mg |

1 mg = 1000 µg

Der physiologische Brennwert beträgt 532 kJ (127 kcal) je 100 g essbarem Anteil.